# Dirt (album, Alice in Chains)
Dirt je druhé studiové album skupiny Alice in Chains, které vyšlo 29. září 1992. Během turné podporující toto album odešel ze skupiny baskytarista Mike Starr. Píseň "Them Bones" se objevila v PC hře GTA: San Andreas, skladba "Would?" zazněla ve filmu Singles. Ve skladbě "Iron Gland" zpívá Tom Araya ze skupiny Slayer.

## Skladby
Všechny skladby napsali Layne Staley a Jerry Cantrell, pokud není uvedeno jinak.
| Pořadí | Název                                    | Autor                                     | Délka |
| ------ | ---------------------------------------- | ----------------------------------------- | ----- |
| 1.     | Them Bones                               |                                           | 2:30  |
| 2.     | Dam That River                           |                                           | 3:09  |
| 3.     | Rain When I Die                          | Staley, Cantrell, Sean Kinney, Mike Starr | 6:01  |
| 4.     | Down in a Hole                           |                                           | 5:38  |
| 5.     | Sickman                                  |                                           | 5:29  |
| 6.     | Rooster                                  |                                           | 6:15  |
| 7.     | Junkhead                                 |                                           | 5:09  |
| 8.     | Dirt                                     |                                           | 5:16  |
| 9.     | God Smack                                |                                           | 3:56  |
| 10.    | Iron Gland (píseň není uvedena na obalu) |                                           | 0:43  |
| 11.    | Hate to Feel                             |                                           | 5:15  |
| 12.    | Angry Chair                              | Staley                                    | 4:48  |
| 13.    | Would?                                   |                                           | 3:28  |

## Sestava
- Layne Staley – zpěv, rytmická kytara v "Angry Chair" and "Hate to Feel"
- Jerry Cantrell – kytara, doprovodný zpěv, akustická kytara v "Down in a Hole"
- Mike Starr – baskytara, doprovodný zpěv
- Sean Kinney – bicí